# Opel Zafira
Az Opel Zafira egy középkategóriás egyterű autó, amelyet az Opel és a Vauxhall Motors 2017-ig a General Motors, azóta a PSA Peugeot Citroën tulajdonában gyártott három generációban 1999-től 2019-ig. 2011 óta Zafira Tourernek hívták, hogy megkülönböztessék a három évig gyártásban maradó Zafira Familytől, azaz a második generációtól. A harmadik generáció kívülről is jól látható frissítésen esett át 2016-ban.

## Az első generáció (Zafira A; 1999–2005)

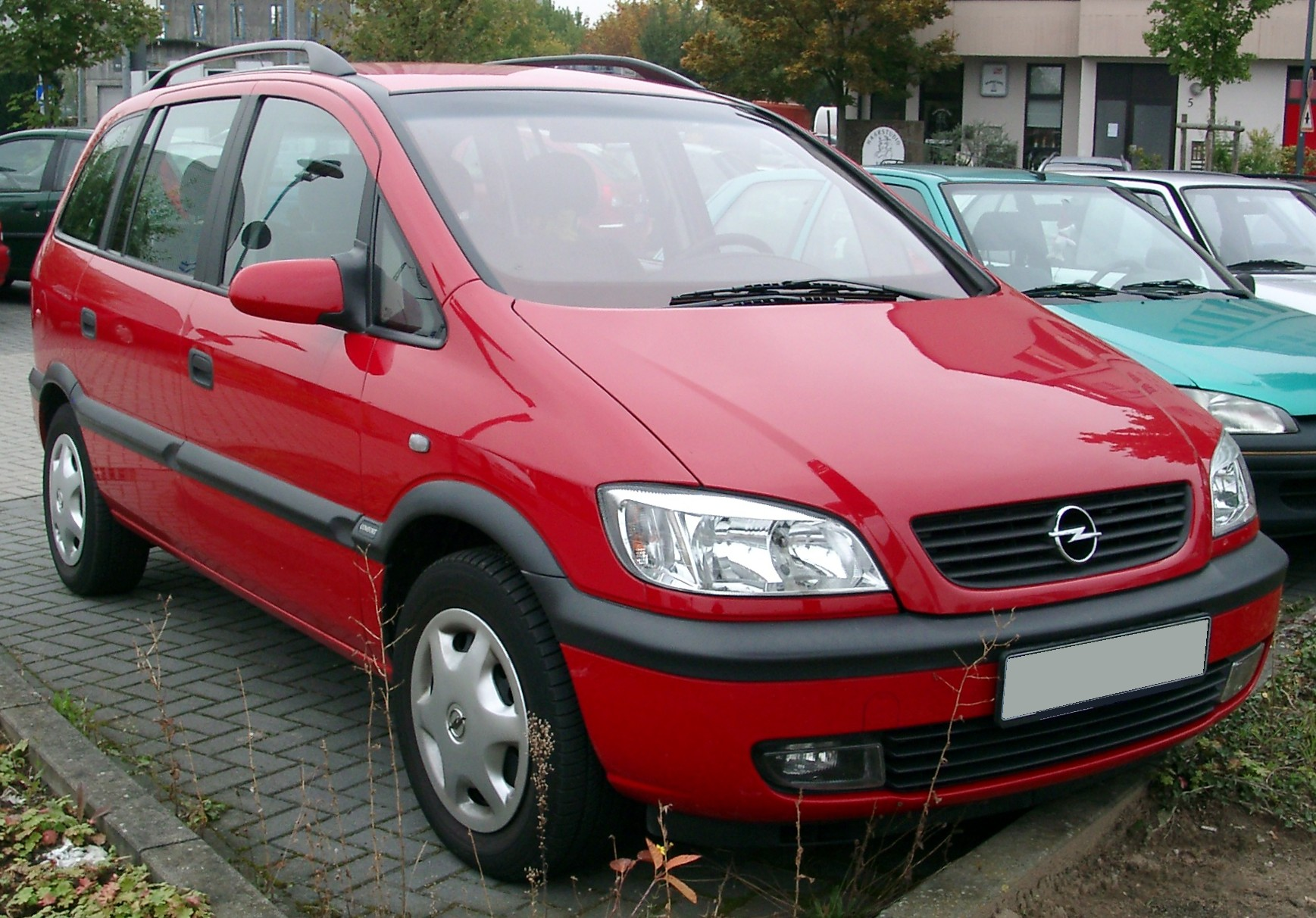
Az első generáció

Az első generációt a Porsche Engineering segítségével gyártották. 2001 októberétől nagyobb teljesítményű (192 lóerő) OPC változat is készült belőle, amely a 2002-es modellév egyik újdonsága volt. 2003-tól teljesítményét 200 lóerőre nevelték.
Az első Zafirát 1997-ben mutatták be a Frankfurti Autókiállításon. 1999 májusától gyártották Bochumban, majd 2000 augusztusától a thaiföldi Rayongban is. A Zafira az első kompakt egyterű, amely hét személyt képes szállítani. A FLEX7 nevű ülésrendszer 39 belsőtér-variáció közüli választást tett lehetővé. Csomagterének maximális mérete (a hátsó két üléssor lehajtásával) 1700 liter. Minden Zafirába elektrohidraulikus szervokormányt szereltek, amely gyorsabban követi a sofőr mozdulatait, mint a hagyományos technológiák. Indulásakor két benzin- és egy dízelmotorral volt kapható.
2005-re a legtöbb európai konkurens gyártó is előállt a maga kompakt egyterűjével, amelyekhez képest a Zafira egyre elavultabbnak számított, és szükséges lett a második generáció bevezetése.

### Motorok[1]
| Űrtartalom (liter) | Teljesítmény (lóerő) | Üzemanyag | Turbó? | Év        |
| ------------------ | -------------------- | --------- | ------ | --------- |
| 1.6                | 101                  | benzin    | nem    | 1999–2005 |
| 1.8                | 115/125              | benzin    | nem    | 1999–2005 |
| 2.0                | 82                   | dízel     | nem    | 1999–2005 |
| 2.0                | 100                  | dízel     | igen   | n/a       |
| 2.0                | 192/200              | benzin    | igen   | 2001–2005 |
| 2.2                | 125                  | dízel     | igen   | 2002–2005 |
| 2.2                | 147                  | benzin    | nem    | n/a       |

## A második generáció (Zafira B; 2005–2014)

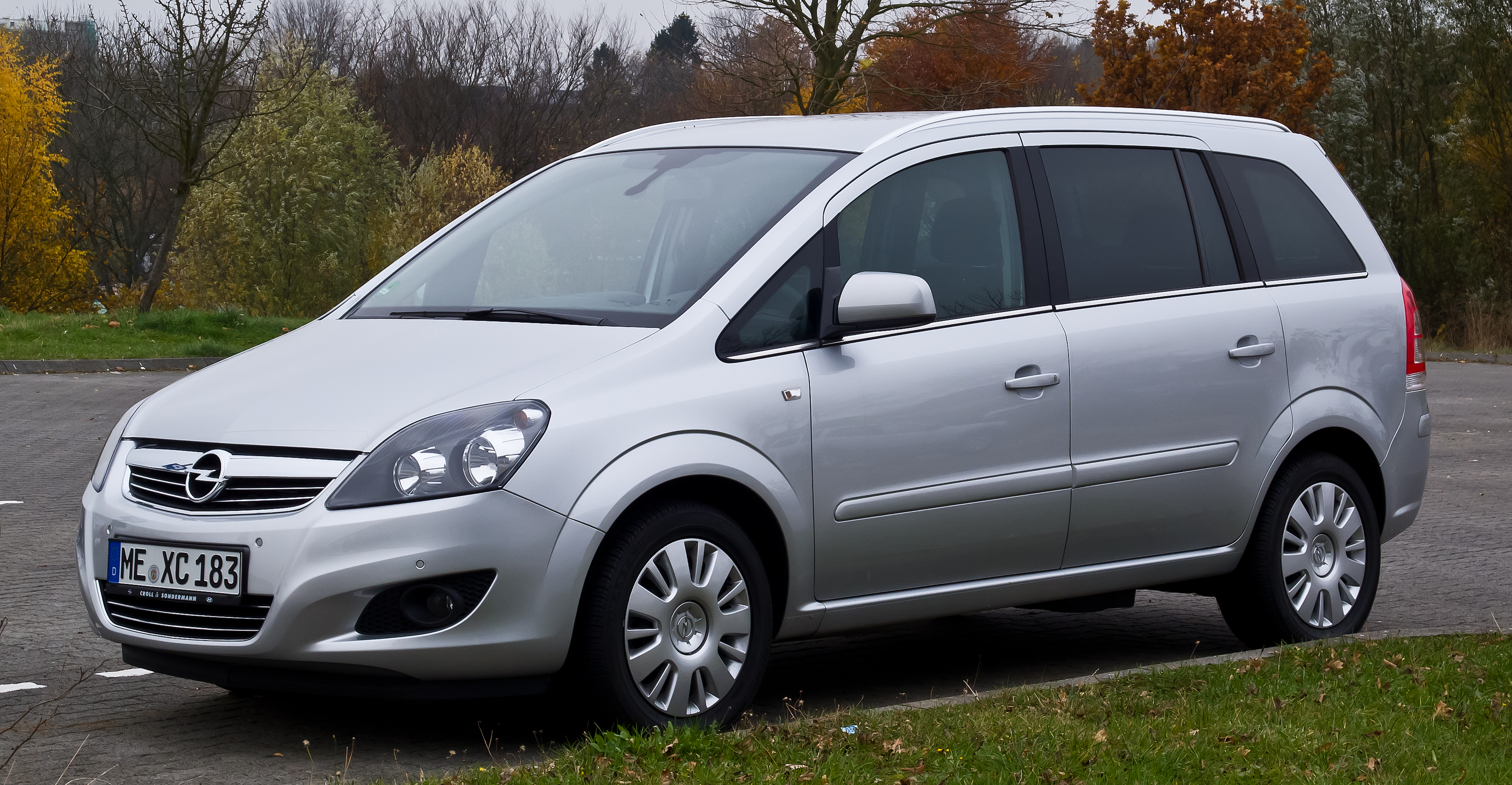
A 2008-as frissítés után

A továbbra is Bochumban gyártott Zafira 15 centiméterrel hosszabb és öt centiméterrel szélesebb az első generációnál. Továbbra is alkalmazták a FLEX7 ülésrendszert, és ezt a modellt is Bochumban gyártották. Kizárólag hét üléssel gyártották. Felárért gombnyomással indítható változatot vásárolhattak a vevők. Kerékpár-, síléc- és szörftartók is jártak hozzá. Saját kategóriájában elnyerte az AutoBild magazin 2005-ös Arany Kormánykerék díját. Többféle váltót választhattak hozzá: öt- vagy hatfokozatú kézi vagy négyfokozatú automata váltót. Továbbra is létezett OPC-változat.
2008-ban a Bolognai Autókiállításon mutatták be a gázüzemű turbófeltöltős változatot, amelynek fogyasztása alig haladja meg az 5 kilogrammot 100 kilométerenként. A Zafira B 4,47 méter hosszú, tengelytávja 2,7 méter. Csomagtere alaphelyzetben 140 liter, a hátsó üléssor lehajtásával 645, a két hátsó üléssor nélkül 1820. A legjobb fogyasztású motor, az 1,9 literes dízel 6 litert használ fel 100 kilométer alatt.

### Motorok
| Űrtartalom (liter) | Teljesítmény (lóerő) | Üzemanyag | Turbó? | Év              |
| ------------------ | -------------------- | --------- | ------ | --------------- |
| 1.6                | 94                   | gáz (CNG) | nem    | 2005–2008       |
| 1.6                | 150                  | gáz (CNG) | igen   | 2009–2014       |
| 1.6                | 105                  | benzin    | nem    | 2005–2008       |
| 1.6                | 115                  | benzin    | nem    | 2008–2014       |
| 1.7                | 110                  | dízel     | igen   | 2008–2014       |
| 1.7                | 125                  | dízel     | igen   | 2008–2014       |
| 1.8                | 136                  | gázolaj   | nem    | 2009–2014       |
| 1.8                | 140                  | benzin    | nem    | 2005–2014       |
| 1.9                | 100/120/150          | dízel     | igen   | 2005–2014       |
| 2.0                | 200                  | benzin    | igen   | 2005–2014       |
| 2.0                | 240                  | benzin    | igen   | 2005–2011 (OPC) |
| 2.2                | 150                  | benzin    | nem    | 2005–2014       |

## A harmadik generáció (Zafira Tourer C; 2011–2019)

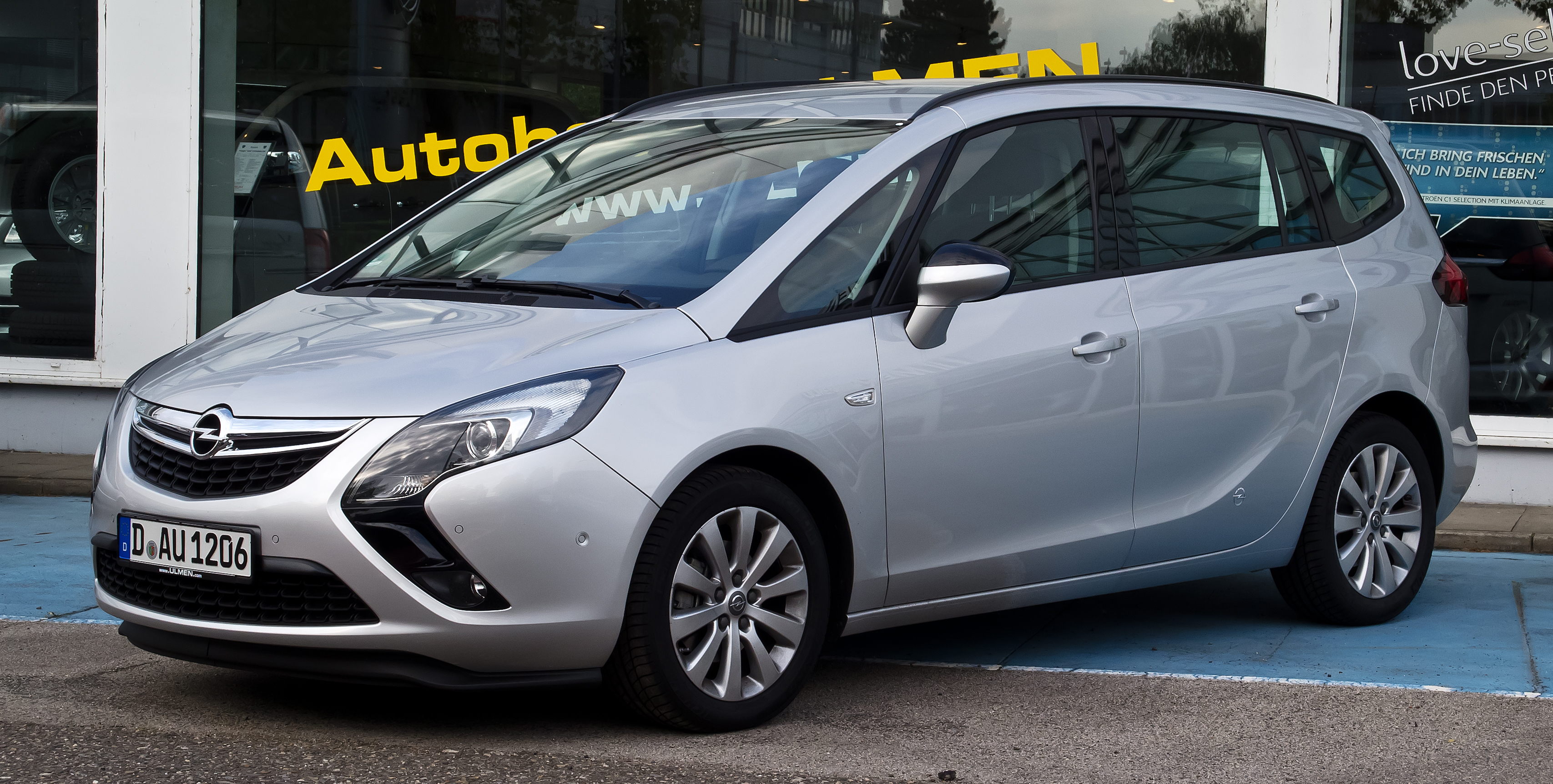
Opel Zafira 2011–2019

A 2011-ben megjelent új Zafira jóval nagyobb a 2005-ösnél, ennek a kifejezésére a neve is megváltozott Zafira Tourerre. A második generáció egy időre gyártásban maradt Zafira Family néven. 19,1 centiméterrel hosszabb a második modellnél. A középső hátsó ülést, akárcsak az Opel Merivában vagy a Ford C-Maxban, lehajtva kartámaszként lehet használni. Ilyen módon a lábteret is lehetséges növelni a két szélső hátsó ülés külső és hátsó irányú elmozdításával. Csomagtere legkisebb helyzetben (három üléssorral) 152 liter, öt személyre 710 liter, csupán az első két ülést meghagyva pedig 1680. Tömege 1800 kg. Kerekei 17 colosak 5 duplaküllővel felszerelve. 1685 mm magas, 1884 mm széles és 4658 mm hosszú. Végsebessége 193 km/h.
Az első és a hátsó sor ablakfelülete között nincsen lényeges különbség. Az ablakok alatt, valamint a C oszlop mentén krómszegély található, az ablakok felett azonban nem. A hátsó ablak a csomagtérajtó éppen felét fedi le. Az első öt ülésen felül a csomagtérből kihajtható harmadik üléssorban még két személy tud utazni, az első két generációval ellentétben azonban a Zafira Tourer alapesetben ötszemélyes. Motorjai közül az 1,6 literes turbógázolajosat Szentgotthárdon gyártják. Egyes modellekben hatfokozatú kézi váltó található.

## Fordítás
Ez a szócikk részben vagy egészben  az   Opel Zafira című angol Wikipédia-szócikk fordításán alapul.  Az eredeti cikk szerkesztőit annak laptörténete sorolja fel. Ez a jelzés csupán a megfogalmazás eredetét és a szerzői jogokat jelzi, nem szolgál a cikkben szereplő információk forrásmegjelöléseként.